# ISO 3166-2:BZ

Provinzen von Belize

Die Liste der ISO-3166-2-Codes für  Belize enthält die Codes für die 6 Provinzen.

Die Codes bestehen aus zwei Teilen, die durch einen Bindestrich voneinander getrennt sind. Der erste Teil gibt den Landescode gemäß ISO 3166-1 (für  Belize BZ), der zweite den Code für die Provinz wieder.
Die aktuellen Codes stehen auf der Seite der ISO unter #iso:code:3166:BZ zur Verfügung.

| Provinz     | Code   |
| ----------- | ------ |
| Belize      | BZ-BZ  |
| Cayo        | BZ-CY  |
| Corozal     | BZ-CZL |
| Orange Walk | BZ-OW  |
| Stann Creek | BZ-SC  |
| Toledo      | BZ-TOL |